# Zwischenspiel – Alles für den Herrn
Zwischenspiel – Alles für den Herrn ist ein 2002 erschienenes Doppelalbum des Sängers Xavier Naidoo. Es war nach Nicht von dieser Welt sein zweites Soloalbum.

## Entstehung und Veröffentlichung
Zwischenspiel – Alles für den Herrn war das zweite Soloalbum Naidoos und das erste nach seiner Trennung vom Plattenlabel Pelham Power Productions (3P). War das Doppelalbum ursprünglich auf 29 Lieder angelegt, erschienen schließlich jeweils 15 Titel pro CD. Die erste CD unter dem Titel Zwischenspiel behandelte sozialkritische Themen, während sich Naidoo auf Alles für den Herrn seiner Beziehung zu Gott widmete. Die Variante eines Doppelalbums mit unterschiedlichen Konzepten habe sich ergeben, da Naidoo mit der Zeit neben Titeln, die seine Beziehung zu Gott behandelten, auch mehr Lieder geschrieben hatte, die „persönliche Texte über Liebe und Verlust“ enthielten. Das ursprünglich angedachte Einzelalbum hätte den Titel Alles für den Herrn getragen.
Die Lieder auf Zwischenspiel – Alles für den Herrn entstanden zwischen September 2000 und Dezember 2001. Der Titel Don’t Give Up ist ein Cover des Liedes von Peter Gabriel und Kate Bush von 1986, das Naidoo mit Yvonne Betz im Duett singt. Wenn ich schon Kinder hätte schrieb Naidoo zusammen mit Curse, der im Lied auch rappte. Alles für den Herrn schrieb und sang Naidoo gemeinsam mit Uwe Banton. Auf I’d Be Waiting und Sie ist im Viereck angelegt übernahm Metaphysics den Rap-Part, während auf Der Geist ist willig Rapper Lunafrow zu hören ist. Die Lieder Die Dinge singen hör ich so gern und Lied (Du nur, Du) basieren auf Gedichten von Rainer Maria Rilke. Beide Lieder waren bereits 2001 auf der CD Bis an alle Sterne des Rilke Projekts von Schönherz & Fleer veröffentlicht worden. Als Sprecherin im Lied Brief ist Esther Schweins zu hören, als Sprecher auf Lied (Du nur, Du) fungiert Ben Becker.
Am 18. Februar 2002 wurde mit Wo willst du hin? die erste Single des Albums vorausgekoppelt. Zwischenspiel – Alles für den Herrn wurde am 25. März 2002 veröffentlicht und erreichte Platz 1 der deutschen und österreichischen Album-Charts.
Bereits am 24. März 2002 begann Naidoo seine Clubtour zum Album; die Tour begann in Offenbach und endete nach zwölf Konzerten am 8.
April in Leipzig. Im September 2002 folgte eine Albumtournee durch Deutschland, Österreich und die Schweiz.

## Titelliste
Die Zählung erfolgt auf den CDs verzahnt, sodass CD 1 insgesamt 29 Titel und CD 2 insgesamt 30 Titel enthält. Auf CD 1 sind alle geraden Titel mit wenigen Leersekunden bespielt, auf CD 2 alle ungeraden Titel.

### Teil 1: Zwischenspiel
1. Wo willst du hin? – 4:13
2. Auf Herz und Nieren – 4:19
3. Wir gehören zusammen – 4:07
4. Abschied nehmen – 6:59
5. Kein Königreich – 3:30
6. Wir haben alles Gute vor uns – 5:29
7. Alle Männer müssen kämpfen – 5:27
8. That’s the Way Love Is – 4:36
9. Brief – 5:11
10. Don’t Give Up – 6:25
11. Gut aufgepasst – 4:17
12. Wenn ich schon Kinder hätte (Rap-Version) (feat. Curse) – 4:46
13. Kleines Lied (Kinderlied) – 3:29
14. Die Dinge singen hör ich so gern – 3:45
15. Keep Your Eyes on Me – 5:02

### Teil 2: Alles für den Herrn
1. Himmel über Deutschland – 6:12
2. Ich lass sie sterben – 3:42
3. Bevor du gehst – 5:12
4. I’d Be Waiting (feat. Metaphysics) – 4:01
5. Sie ist im Viereck angelegt – 3:55
6. Eyes R Shut – 5:32
7. Der Geist ist willig – 4:19
8. Mägde und Knechte – 4:36
9. Der Herr knickt alle Bäume – 3:47
10. Wer weiß schon was der Morgen bringt – 3:41
11. Alles für den Herrn – 3:51
12. Wo driften wir hin – 4:06
13. Klagelieder – 3:50
14. Lied (Du nur, Du) – 4:17
15. Wenn du es willst (Mir sind die Hände gebunden) – 6:28

Auf der 2003 erschienenen Sonderedition im Fold-Out Digipak ist zudem der Titel Ich kenne nichts (das so schön ist wie du) enthalten.

## Rezeption

### Kritiken
„Die irdische Liebe feiert der Sohn Mannheims auf dem Album ‚Zwischenspiel‘ ab, seine vertonten Gebete präsentiert er geschäftstüchtig auf einer zweiten CD“, schrieb der Focus, und nannte Naidoo einen „PR-Agent Gottes“. „‚Alles für den Herrn‘ ist der vertraute, noch intensivere Versuch, unsere Welt mit Hilfe des Glaubens zu begreifen, und die weltliche CD ‚Zwischenspiel‘ ein Angebot an alle Leute, die den 30-Jährigen als Musiker zwar toll finden, aber bisher mit der Botschaft in seinen Texten nichts anfangen konnten“, befand die Berner Zeitung. „Milde betrachtet hat Xavier Naidoo mit den dreißig neuen Liedern einen weiteren Meilenstein seiner Karriere erreicht, bei näherem Hinsehen aber die Konturen seiner Reizfigur noch schärfer herausgearbeitet, die das ohnehin schon gespaltene Lager seiner Anhänger noch weiter auseinander treiben könnte“, schrieb die Frankfurter Neue Presse. Vor allem auf der zweiten CD werde Naidoos Popmusik „endgültig zur messianischen Predigt“, wodurch es gleichzeitig schwerfalle, den Sänger als den „romantischen Soul-Beau aus Teil eins zu sehen, der Liebes- und Kinderlieder […] schreibt“. Für Die Welt war die Veröffentlichung „ein Doppelpack zwischen sakraler Andacht und profanem Pop“.
Die SonntagsZeitung kritisierte, dass Naidoos „von crèmigen Streichern und butterweichen Beats untermalten Gebete […] wolkig bis zur absoluten Spannungslosigkeit [sind].“ Der Tagesspiegel bezeichnete Naidoo als „fanatischer denn je“. Naidoo präsentiere sich „mit viel lyrischem Unsinn als den Gerechten, der – ganz der jugendliche Fighter – Gegengewalt androht und sich einen Kreuzzug gegen das Kapital und die westliche Welt herbeisehnt.“ „Weil sich für Xavier Naidoo aber selbst weltliche Angelegenheiten grundsätzlich zu dringenden Glaubensfragen zuspitzen, ruft er bei einer Gesamtspielzeit von über 140 Minuten auf immerhin 30 Stücken ständig den Himmel an, betet, jammert, klagt und wie jeder Überzeugungstäter kennt er dabei weder Gnade, Zweifel noch Ironie“, urteilte Harald Peters in der Berliner Zeitung. Für die Basler Zeitung war Zwischenspiel – Alles für den Herrn „schwere Kost“: „Ein Doppelalbum mit dreissig schönen Stücken, die sich fast ausschliesslich um Gott drehen – das kann nerven. Stilistisch hat sich Naidoo kaum gewandelt, noch immer diese Stimme, noch immer dieses Pathos.“
| ChartsChartplatzierungen | Höchstplatzierung | Wochen |
| ------------------------ | ----------------- | ------ |
| Deutschland (GfK)        | 1 (86 Wo.)        | 86     |
| Österreich (Ö3)          | 1 (92 Wo.)        | 92     |
| Schweiz (IFPI)           | 3 (56 Wo.)        | 56     |

| ChartsJahrescharts (2002) | Platzierung |
| ------------------------- | ----------- |
| Deutschland (GfK)         | 4           |
| Österreich (Ö3)           | 10          |
| Schweiz (IFPI)            | 32          |

| ChartsJahrescharts (2003) | Platzierung |
| ------------------------- | ----------- |
| Deutschland (GfK)         | 25          |
| Österreich (Ö3)           | 12          |

### Auszeichnungen für Musikverkäufe
Zwischenspiel – Alles für den Herrn wurde in Deutschland und der Schweiz mit Doppelplatin ausgezeichnet; das Album erreichte in Österreich zudem Platinstatus.
| Land/Region        | Auszeichnungen für Musikverkäufe (Land/Region, Auszeichnung, Verkäufe) | Verkäufe  |
| ------------------ | ---------------------------------------------------------------------- | --------- |
| Deutschland (BVMI) | 2× Platin                                                              | (600.000) |
| Europa (Impala)    | 2× Platin                                                              | 800.000   |
| Österreich (IFPI)  | Platin                                                                 | (40.000)  |
| Schweiz (IFPI)     | 2× Platin                                                              | (80.000)  |
| Insgesamt          | 7× Platin ·                                                            | 800.000   |

### Auszeichnungen bei Musikpreisen
Naidoo wurde 2002 bei den MTV Europe Music Awards in der Kategorie „Best German Act“ ausgezeichnet und gewann im selben Jahr den Comet in der Kategorie „Act national“. Im Jahr 2004 erhielt er für Ich kenne nichts (das so schön ist wie du) den ECHO Pop in der Kategorie „Single International“.